# 媚朝
媚朝（びちょう）とは、保守・右翼論客のうち朝鮮民主主義人民共和国（北朝鮮）に対して強硬な態度をとる立場からみて、北朝鮮に対して少しでも妥協的ないしは融和的な態度を取るメディアや政治家などに対して使う軽蔑的な意味合いの強い言葉である。

## 概要
この言葉はネット由来とされているが、保守論壇誌である産経新聞社発行の『正論』2002年12月号に柿谷勲夫（陸将補、防衛大学校教授）が寄稿した『永久保存版「媚朝」家たちの北朝鮮礼讃・迎合発言集』が、活字メディアに取り上げられた最初である。
これによれば、過去に北朝鮮を訪問した政治家や文化人が行った北朝鮮に対して好意的な発言や、拉致事件を否定する発言をした政治家や文化人を保革関係なく批判している。『正論』の記事の中で、小泉純一郎首相訪朝の際に、ネット上であふれた「チョンを殺せ」という民族差別的な多数の書き込みに対し「反北朝鮮は国益では」という発言を記者がしている場面が掲載された。そのため北朝鮮を絶対悪とする傾向が強く、北朝鮮に妥協しようとしただけでも「媚朝派」とのレッテルを貼るステレオタイプ的な対応であると考える傾向がある。この傾向が顕著になったのは小泉訪朝以後の北朝鮮による日本人拉致事件に関する北朝鮮側の態度に対する反感が顕著になって以降である。
また『週刊新潮』の記事のタイトルで、北朝鮮との国交が正常化された後で予想される、北朝鮮に対するODA等の経済援助の利権に関与していると見なされる政治家や財界人に対しても「媚朝」との烙印を押す場合もある。